# Martin Asholt
Martin Asholt (* 23. Februar 1977) ist ein deutscher Rechtswissenschaftler und war in seiner Jugend 1997 Deutscher Sprintmeister im Ruder-Achter und 2004 Vizemeister.

## Leben
Asholt war 1995 Weltmeister im deutschen U-19-Achter und 1997 Deutscher Sprintmeister im Ruder-Achter, Vizemeister 2004. 2025 wurde er zum Vorsitzenden des Rudervereins Münster gewählt.
Asholt hat von 1997 bis 2004 an der Universität Bochum und an der Westfälischen Wilhelms-Universität Münster Jura studiert. Nach der Promotion 2006 an der Fernuniversität Hagen zum Dr. iur. und der Habilitation 2014 lehrt er seit 2015 als Professor für Strafrecht, Strafprozessrecht, Wirtschaftsstrafrecht und Strafrechtsgeschichte an der Universität Passau. Seit April 2024 ist er Inhaber des Lehrstuhls für Strafrecht, Strafprozessrecht und Strafrechtsgeschichte an der Universität Bielefeld.

## Forschungsschwerpunkt
Asholt forscht vor allem zur Strafrechtsgeschichte und hier insbesondere zum 19. und 20. Jahrhundert. Im Fokus stehen das Strafrecht der NS-Zeit oder ihre justizielle Aufarbeitung in der Bundesrepublik.

## Schriften (Auswahl)
- Straßenverkehrsstrafrecht. Reformdiskussion und Gesetzgebung seit dem Ausgang des 19. Jahrhunderts (= Juristische Zeitgeschichte. Abt. 3: Beiträge zur modernen deutschen Strafgesetzgebung. Band 28). BWV, Berliner Wiss.-Verlag, Berlin 2007, ISBN 978-3-8305-1450-3 (Zugl.: Hagen, Fernuniv., Diss., 2006).
- als Herausgeber mit Karl-August Prinz von Sachsen Gessaphe, Ulrich Eisenhardt und Gabriele Zwiehoff: Strafrecht und Juristische Zeitgeschichte. Symposium anlässlich des 70. Geburtstages von Thomas Vormbaum. Nomos, Baden-Baden 2014, ISBN 978-3-8487-0294-7, urn:nbn:de:101:1-2016072117843.
- als Herausgeber: Grundlagen und Grenzen des Strafens. 3. Symposium Junger Strafrechtlerinnen und Strafrechtler, Frankfurt am Main 2013. Nomos, Baden-Baden 2015, ISBN 978-3-8487-0148-3, urn:nbn:de:101:1-201607194869.
- Verjährung im Strafrecht. Zu den theoretischen, historischen und dogmatischen Grundlagen des Verhältnisses von Bestrafung und Zeit in §§ 78 ff. StGB (= Jus poenale. Band 3). Tübingen 2016, ISBN 978-3-16-153447-8, urn:nbn:de:101:1-201708064438 (Habilitationsschrift, FernUniversität Hagen, 2013/2014).